# Chrioloba indicaria
Chrioloba indicaria là một loài bướm đêm trong họ Geometridae.